# Agelasta luzonica
Agelasta luzonica är en skalbaggsart som beskrevs av Stefan von Breuning 1938. Agelasta luzonica ingår i släktet Agelasta och familjen långhorningar.
Artens utbredningsområde är Filippinerna. Inga underarter finns listade i Catalogue of Life.